# The Wedding Present
The Wedding Present sono un gruppo musicale indie rock britannico formato nel 1985 a Leeds in Inghilterra dalle ceneri di un precedente gruppo, the Lost Pandas.
Lo stile musicale del gruppo si è evoluto da un iniziale indie rock molto ritmato ispirato a gruppi The Fall, Buzzcocks e Gang of Four a forme più varie. Durante la loro carriera sono sempre stati guidati dal cantante e chitarrista David Gedge, unico membro fisso.

## Formazione

### Formazione attuale
- David Gedge (1985–presente, voce, chitarra, tastiere)
- Charles Layton (2009-present, batteria)
- Danielle Wadey
- Melanie Howard (2004–2010, 2018- basso, cori)

### Ex componenti
- Keith Gregory: basso (1985–1993)
- Peter Solowka: chitarra (1985–1991)
- Shaun Charman: batteria, voce (1985–1988)
- Simon Smith: batteria (1988–1997)
- Paul Dorrington: chitarra (1991–1995)
- Darren Belk: basso, voce (1993–1995), chitarra (1995–1996)
- Jayne Lockey: basso, voce  (1995–1997)
- Simon Cleave: chitarra (1996–1997, 2004–2006, 2009)
- Kari Paavola: batteria (2004–2005)
- Simon Pearson: batteria (2005)
- Graeme Ramsay: batteria (2006–2009), chitarra (2009–2012)
- Christopher McConville: chitarra (2006–2009)
- Pepe le Moko: basso, vocals (2010–2012)
- Patrick Alexander: chitarra (2012–2013)
- Jennifer Schwartz: basso (2013)
- Geoffrey Maddock: chitarra (2013)
- Katharine Wallinger: basso (2013-2016)
- Samuel Beer-Pearce: chitarra (2013-2016)
- Marcus Kain: chitarra (2016–2017)
- Terry de Castro: basso, voce (2004–2010, 2018)
- Danielle Wadey: basso (2016–2017), chitarra (2018-2019)
- Charles Layton: batteria(2005, 2009–2019)

## Discografia

### Album in studio
- 1987 - George Best
- 1989 - Bizarro
- 1991 - Seamonsters
- 1994 - Watusi
- 1996 - Saturnalia
- 2005 - Take Fountain
- 2008 - El Rey
- 2012 - Valentina
- 2016 - Going, Going...

### Singoli ed EP
1985 - Once More 
1990 - 3 Songs EP